# Заур

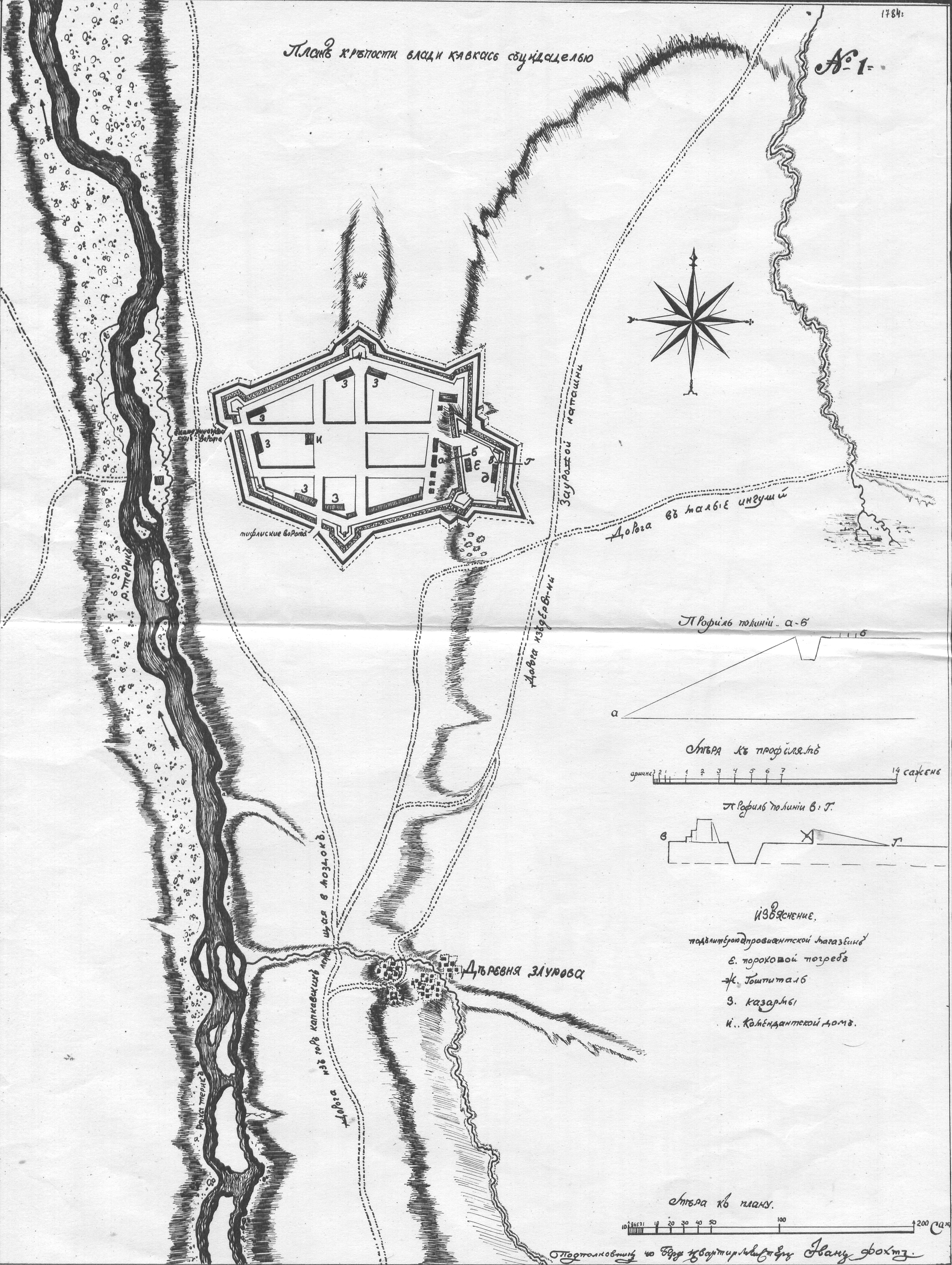
Селение Заур и крепость Владикавказ на карте обер-квартирмейстера Иоганна Фохта, 1784 год

Заур, Заурово (ингуш. Зовр, Зоврков) — бывшее ингушское селение, которое было расположено на правом берегу Терека в Тарской долине и на территории которого в 1784 году был заложен современный город Владикавказ.

## История
На основании анализа карт XIX века историк-кавказовед Н. Г. Волкова пришла к выводу, что село было основано в период 1730—1760-х годов, в то же время, когда происходили миграции ингушей на правый берег реки Терек. Предположительно, село было построено Зауром, представителем либо Мальсаговской ветви тайпа Таргимхой, либо Долгиевской ветви клана Тумхой.
Российские власти считали необходимостью установить надежные пути сообщения с территорией Грузии. В связи с этим, в мае 1784 года в 4 верстах от села Заур была основана Владикавказская крепость. В это время в селении было 30 дворов. Ингуши, на чьих селениях часто нападали хорошо вооруженные и многочисленные отряды кабардинцев и кумыков, нуждались в помощи войск Владикавказского гарнизона. По первому призыву о помощи под стенами крепости появились и ингуши. Гетта, старшина Заура, находился среди этих ингушей, о чем свидетельствуют отчеты коменданта Владикавказа и другие документы. Гетте принадлежала единственная ингушская башня в селе. Село было важным центром ингушей и служило одним из мест собраний Мехк-Кхела.
В 1830 году, селение было разрушено российскими войсками. Жители были расселены по плоскостным ингушским и осетинским селениям. На месте селения ныне находится г. Владикавказ.